# Lyle Amaury Tarrisse da Fontoura
Lyle Amaury Tarrisse da Fontoura (* 12. April 1926 in Rio de Janeiro) ist ein ehemaliger brasilianischer Botschafter.

## Leben
Lyle Amaury Tarrisse da Fontoura ist der Sohn von Marie Louise Tarrisse und Edmundo Lopes Cameiro da Fontoura. 
1954 wurde er als Geschäftsträger in Tel Aviv und von 1968 bis 1969 in Buenos Aires eingesetzt, wo er anschließend bis 1970 als Generalkonsul tätig war. Vom 19. Juli 1972 bis 1979 wurde Fontuora als Botschafter zunächst in Accra berufen, wo zeitgleich auch bei der Regierung in Lomé akkreditiert war, und vier Jahre später von 1983 bis 1986 in Beirut. Anschließend folgte bis 1988 eine Verwendung wieder als Generalkonsul in Los Angeles, bevor er danach bis zum 20. Mai 1991 erneut als Botschafter, diesmal in Ankara tätig war.
| Vorgänger                      | Amt                                                        | Nachfolger                            |
| ------------------------------ | ---------------------------------------------------------- | ------------------------------------- |
| José Fabrino de Oliveira Baião | brasilianischer Geschäftsträger in Tel Aviv 1954           | Nelson Tabajara de Oliveira           |
| Manuel Pio Correia Júnior      | brasilianischer Geschäftsträger Buenos Aires 1968 bis 1969 | Antônio Francisco Azeredo da Silveira |
| Francisco Hermógenes der Paula | Botschafter in Accra 19. Juli 1972 bis 1979                | Agenor Soares dos Santos              |
| Paulo da Costa Franco          | Botschafter in Beirut 1983 bis 1986                        | Ayrton Gil Dieguez                    |
| José Augusto de Macedo Soares  | Botschafter in Ankara 29. August 1988 bis 20. Mai 1991     | Ernesto Alberto Ferreira de Carvalho  |